# Leach (Familienname)
Leach ist ein englischer Familienname.

## Namensträger
- Abby Leach (1855–1918), US-amerikanische Klassische Philologin
- Archibald Alexander Leach (1904–1986), britischer Schauspieler, siehe Cary Grant
- Bernard Leach (1887–1979), britischer Kunsthandwerker
- Bill Leach (George William Leach; * 1946), US-amerikanischer Kanute
- Buddy Leach (1934–2022), US-amerikanischer Politiker
- Carlton Leach (* 1959), britischer Hooligan und Schriftsteller
- Christopher Leach (* 1942), kanadischer Ruderer
- Daniel Leach (* 1986), australischer Fußballspieler
- Dave Leach, britischer Motorradrennfahrer
- DeWitt C. Leach (1822–1909), US-amerikanischer Politiker
- Dick Leach (1940–2023), US-amerikanischer Tennisspieler und -trainer
- Donald Leach (* 1980), neuseeländischer Ruderer
- Edmund Leach (1910–1989), britischer Ethnologe und Anthropologe
- Edward Pemberton Leach (1847–1913), britischer General
- Edwin R. Leach (1878–1971), US-amerikanischer Insektenkundler
- Eleanor Winsor Leach (1937–2018), US-amerikanische Klassische Philologin
- Gregory John Leach (* 1952), australischer Botaniker
- Hazel Leach (* 1956), britische Jazzmusikerin und Komponistin
- Henry Leach (1923–2011), britischer Flottenadmiral
- Howard H. Leach (* 1930), US-amerikanischer Diplomat
- James Leach (Komponist) (1761–1798), englischer Komponist
- James Madison Leach (1815–1891), US-amerikanischer Politiker
- James Thomas Leach (1805–1883), US-amerikanischer Politiker
- Jay Leach (Eishockeytrainer) (* 1951), US-amerikanischer Eishockeytrainer
- Jay Leach (Eishockeyspieler) (* 1979), US-amerikanischer Eishockeyspieler und -trainer
- Jesse Leach (* 1978), US-amerikanischer Sänger
- Jim Leach (James Albert Smith Leach; * 1942), US-amerikanischer Politiker
- John Leach (Richter) (1760–1834), englischer Jurist, Richter und Politiker
- John Leach (Kapitän) (1894–1941), britischer Marineoffizier, Kommandant der Prince of Wales
- John Leach (Musiker) († 2014), britischer Musiker und Filmkomponist
- Johnny Leach (1922–2014), englischer Tischtennisspieler
- Jon Leach (* 1973), US-amerikanischer Tennisspieler
- Julie Leach (* 1957), US-amerikanische Kanutin und Triathletin
- Lilla Irvin Leach (1886–1980), US-amerikanische Botanikerin
- Lori-Lynn Leach (* 1968), kanadische Triathletin
- Mandy Leach (* 1979), simbabwische Schwimmerin
- Marcella Leach († 2015), US-amerikanische Juristin
- Mary Jane Leach (* 1949), US-amerikanische Komponistin
- Melissa Leach (* 1965), britische Geographin und Sozialanthropologin
- Mike Leach (* 1960), US-amerikanischer Tennisspieler
- Mike Leach (Footballtrainer) (1961–2022), US-amerikanischer American-Football-Trainer
- Reggie Leach (* 1950), kanadischer Eishockeyspieler
- Rick Leach (* 1964), US-amerikanischer Tennisspieler
- Robert M. Leach (1879–1952), US-amerikanischer Politiker
- Rodney Leach, Baron Leach of Fairford (1934–2016), britischer Politiker und Peer
- Rosemary Leach (1935–2017), britische Schauspielerin
- Sam Leach (* 1973), australischer Maler
- Steve Leach (* 1966), US-amerikanischer Eishockeyspieler und -scout
- Terry Leach (* 1954), US-amerikanischer Baseballspieler
- Tommy Leach (1877–1969), US-amerikanischer Baseballspieler
- Vonta Leach (* 1981), US-amerikanischer American-Football-Spieler
- Wilford Leach (1929–1988), US-amerikanischer Theaterregisseur, Bühnenbildner, Filmregisseur und Drehbuchautor
- William Elford Leach (1790–1836), britischer Zoologe und Meeresbiologe